# Al Lowe
Al Lowe, właśc. Albert W. Lowe (ur. 24 lipca 1942) – amerykański projektant gier komputerowych, kompozytor i scenarzysta związany ze studiem Sierra On-Line. Jest twórcą serii erotycznych gier przygodowych o Larrym Lafferze – Leisure Suit Larry.

## Życiorys
Z Sierrą związał się w latach 80. XX wieku, współtworzył gry z serii King’s Quest oraz większość części przygód Larry’ego – Larry 1: W krainie próżności, Larry 2: W poszukiwaniu miłości, Larry 3: Pasjonująca Patti w poszukiwaniu pulsujących piersi, Larry 5: Fala miłości, Larry 6: Z impetem w głąb, Larry 7: Miłość na fali oraz Leisure Suit Larry's Casino.
Po przejściu na emeryturę sporadycznie zajmuje się grami, zapowiadając np. anulowaną Sam Suede: Undercover Exposure. W 2012 za pomocą Kickstartera wystartował (jako Replay Games) z rozbudowanym remakiem pierwszej części Larry’ego i zebrał 650 tysięcy dolarów.

## Życie prywatne
Żonaty z Margaret, okazjonalnie pracującą przy grach komputerowych. Mają dwoje dzieci, syna Briana (ur. 1979) oraz córkę Megan (ur. 1986).